# Thomas Kautenburger

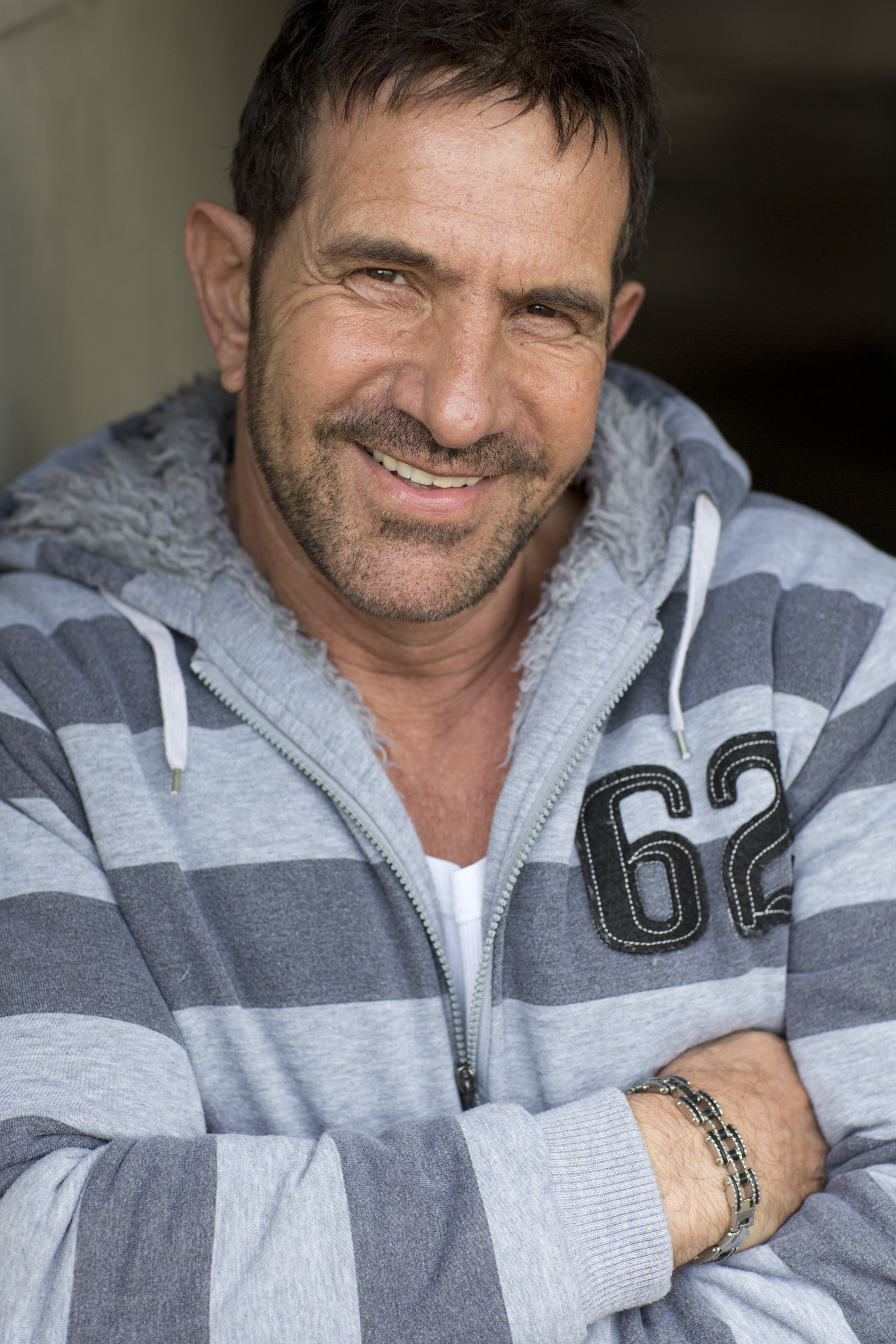
Thomas Kautenburger

Thomas Kautenburger (* 1961 in Dillingen/Saar) ist ein deutscher Schauspieler und Autor.

## Leben
Kautenburger wurde in Dillingen an der Saar geboren; er wuchs in Düppenweiler auf. Im Alter von 18 Jahren erlitt er einen schweren Motorradunfall; seit dieser Zeit befasst er sich privat mit psychologischen, philosophischen und spirituellen Lehren. Er absolvierte zunächst eine handwerkliche Ausbildung als Schweißer; danach leitete er bis 1996 einen eigenen Betrieb im Bereich Metallveredelung.
Nach gesundheitlichen Problemen musste er mit Mitte 30 seine berufliche Tätigkeit in seinem erlernten Beruf aufgeben. Seitdem widmete er sich der Schauspielerei; erste Erfahrungen als Darsteller machte er bei einem dreitägigen Schnupper-Wochenende an der Theaterakademie Köln. Dort absolvierte er anschließend von 1997 bis 2001 seine Schauspielausbildung. 2001 und 2003 trat er am Akademietheater Köln e.V. in verschiedenen Theaterrollen auf. 2003 nahm er an einem Workshop für Synchronsprecher bei Joachim Kunzendorf in Berlin teil. Weiterführende Studien als Schauspieler erfolgten von 2008 bis 2010 an der Internationalen Filmschule Köln.  
Seit 2003 arbeitet er regelmäßig als Schauspieler und Sprecher. Er hatte zunächst Nebenrollen in verschiedenen Fernsehserien, unter anderem in dem Tatort-Fernsehfilm Tatort: Der doppelte Lott (2005; als Kfz-Meister in einer Porsche-Werkstatt) und in dem Wilsberg-Krimi Wilsberg: Royal Flush (2005; ebenfalls als Werkstattbesitzer). Weitere Episodenrollen (Haupt- und Nebenrollen) hatte er unter anderem in den Fernsehserien Sturm der Liebe (2009; als Pfarrer Sorge), Danni Lowinski (2013; als Günther), Alarm für Cobra 11 – Die Autobahnpolizei (2013; als Söldner Becker in der Episode Katerstimmung),  Heiter bis tödlich: Zwischen den Zeilen (2013; als Verwalter Jupp Klowitzky in der Episode Drei Jahre weg), Rentnercops (2015; als Hauptkommissar Hartmann) und Einstein (2017).
Im April 2013 war Kautenburger in einer Hauptrolle in dem Tatort-Fernsehfilm Eine Handvoll Paradies zu sehen. Er verkörperte Frank van Lieshaut, genannt „Mutti“, den Chef einer Rocker-Bande. Die Rolle erhielt er nach einem Casting im Saarländischen Staatstheater Saarbrücken, bei dem er sich gegen mehrere Mitbewerber durchsetzen konnte. Im Februar 2018 war er in der ZDF-Krimiserie SOKO Stuttgart in einer Episodenhauptrolle zu sehen; er spielte den tatverdächtigen Tischler Bert Meyse, dessen bionische Handprothese am Hals des ermordeten Entwicklers gefunden wird.
Kautenburger wirkte in zahlreichen Kurzfilmen mit. 
Kautenburger ist auch als Autor im Bereich Lebenshilfe tätig. 2011 verfasste und veröffentlichte im Eigenverlag mit dem Self Publisher Portal Feiyr sein erstes Buch, den Ratgeber Festplatte Unterbewusstsein – wenn du mehr vom Leben erwartest als Buch und Hörbuch.
Seit 2007 lebt er zusammen mit seiner Lebensgefährtin in Gevelsberg bei Wuppertal.

## Filmografie (Auswahl)
- 2003: Biolators (Kurzfilm, Hauptrolle)
- 2005: Tatort: Der doppelte Lott (Fernsehreihe)
- 2008: Wilsberg: Royal Flush (Fernsehreihe)
- 2009: Zwölf Winter (Fernsehfilm)
- 2009: Bobby spielt das Leben (Kurzfilm, Nebenrolle)
- 2009: Nur eine Nacht (Kurzfilm, Hauptrolle)
- 2009: Sturm der Liebe (Fernsehserie)
- 2011: Vorstadtkrokodile 3
- 2011: Marie Brand und die Dame im Spiel (Fernsehreihe)
- 2012: Tatort: Im Namen des Vaters (Fernsehreihe)
- 2012: Tatort: Fette Hunde (Fernsehreihe)
- 2013: Tatort: Eine Handvoll Paradies (Fernsehreihe)
- 2013: Danni Lowinski (Episode: Alles Plastik)
- 2013: Alarm für Cobra 11 – Die Autobahnpolizei (Folge: Katerstimmung)
- 2013: Heiter bis tödlich: Zwischen den Zeilen (Folge: Drei Jahre weg)
- 2015: Heldt (Folge: Auf Achse)
- 2015: Rentnercops (Folge: Atemlos durch die Nacht)
- 2015: Helen Dorn: Bis zum Anschlag (Fernsehreihe)
- 2016: Notruf Hafenkante (Folge: Morgenland)
- 2017: Einstein (Folge: Elvis lebt)
- 2018: SOKO Stuttgart (Folge: Das eiskalte Händchen)
- 2018: Ein Fall für zwei (Folge: Familienbande)
- 2018: In Wahrheit: Jette ist tot (Fernsehreihe)
- 2019: SOKO Stuttgart (Folge: Blackout)
- 2019: Tatort: Väterchen Frost (Fernsehreihe)
- 2021: Unbroken (Fernsehserie)
- 2021: Catweazle
- 2024: Plötzlich Staatsfeind